# エジプシャン・シープドッグ
エジプシャン・シープドッグ（英：Egyptian Sheepdog）は、エジプトのアルマン原産の護畜犬種の1つである。
別名はアルマン（英：Armant）、アルマンティ（英：Armanti）、エルメンティ（英：Ermenti）、サベ（英：Sabe）、 ハワラ・ドッグ（英：Hawara Dog）、シャン・ド・ベルジェ・エジプシャン（英：Chien de Berger Egyptian）など。
尚、別名の1つである「サベ」はアラビア語でライオンを意味しており、本種の勇敢な性質からとって付けられている。また、「ハワラ」は昔から本種を使役してきたベルベル人部族の名前である。

## 歴史
生い立ちに関しては3つの説が挙げられている。今日最も正しいと考えられている説は、ナポレオン・ボナパルトの率いる軍隊がエジプトへ遠征で向かった際に伴っていた軍用犬が置き去りにされ、その犬が護畜犬として改良されて生まれたという説である。基となった置き去りの軍用犬の種類は分かっていないが、ヨーロッパ系の中型護衛犬であったといわれている。
その説の他には19世紀にロシアから来た旅行者が置き忘れていった護畜犬が基になっているというものと、アフリカの土着犬であるアフリカニスを改良して大型化・長毛化させたというものであるが、どちらも信憑性に欠け今日は偽説であるとされている。ロシアの旅人の忘れ物が基であるという説には時系列にずれがあり（ロシア人がエジプトに旅行で来られるようになったころには既に存在していたため）、アフリカニスを改良したという説は、わざわざ暑い土地でアフリカニスのスムースコートを長く厚くする必要は無かったためである。防御性と夜間の冷えを防ぐ防寒性を向上させるという点ではある程度その必要はあったかもしれないが、それであってもエジプシャン・シープドッグの毛は厚すぎ、故意のコート改良が行われた訳ではないことも近年証明された。
主に羊や山羊などの家畜を泥棒から守る護畜犬として使われた。又、時には主人の護身を勤めることもあった。家畜や主人の命を脅かすものには排除の鉄槌を下し、自身の命を顧みずに戦った。相手が退散しない場合は自分が死ぬまで戦いを止めることはない。
元々はFCIに公認犬種として登録されていたが、近代に入って原産地が工業地帯へ変わり、役割が激減し実用のものは他地域へ移動しなければならなくなってしまう。そして散らばった各地で無計画な異種交配が進み、純粋なものがほとんどいなくなってしまった。ショードッグとして飼育されていたものは非常に少なく、純血性を保てる個体もほんの一握りしか生存していない。雑種化が深刻化したことにより、FCIは公認の登録を解除することが決定された。尚、公認の解除・抹消は純血の犬種ではなくなったことを意味し、絶滅が間近に迫っていることを表している。
公認は解除されてしまったものの、その血を引く犬は十分に残されているため、今後愛好家による再構築活動が行われる可能性がある。現在血を引く犬のほとんどが実用犬として使役されていて、エジプト以外では飼育されていない。

## 特徴
厚くウエーブがかかったシャギーコート（むく毛）に全身が覆われている。毛色はブラック、ブラク・アンド・タン、ブラック・アンド・ホワイト、タン・アンド・ホワイト、グリズル・アンド・ホワイトなど。厚いコートは夜の寒さと不審者の攻撃を防ぐのに適しているが、暑さに弱いので伸びすぎたときには短くカットされる。筋肉質の体つきをしていて力強く、脚は長い。マズルは短めで、胴は少し長く丈夫である。耳は垂れ耳、尾はサーベル形の太く飾り毛のある垂れ尾。中型犬サイズで、性格は忠実で知的、勇敢である。守るべき対象の安全を脅かす者に対しては全力で立ち向かい排除するが、不審者でないものを見分けて攻撃しない、優れた状況判断力を持つ。主人家族に対しては友好的だが、警戒心は強くそれ以外の人には懐かない。しつけは主人からのみ受け付ける。運動量は普通である。